# Риу-Прету
Риу-Прету (порт. Rio Preto) — муниципалитет в Бразилии, входит в штат Минас-Жерайс. Составная часть мезорегиона Зона-да-Мата. Входит в экономико-статистический микрорегион Жуис-ди-Фора. Население составляет 5477 человек на 2006 год. Занимает площадь 347,097 км². Плотность населения — 15,8 чел./км².

## История
Город основан 21 сентября 1871 года.

## Статистика
- Валовой внутренний продукт на 2003 год составляет 19 076 255,00 реалов (данные: Бразильский институт географии и статистики).
- Валовой внутренний продукт на душу населения на 2003 год составляет 3583,74 реалов (данные: Бразильский институт географии и статистики).
- Индекс развития человеческого потенциала на 2000 год составляет 0,752 (данные: Программа развития ООН).